# Artur Pommerenke
Artur Pommerenke (* 29. Oktober 1925 in Köslin; † 25. Juni 2018) war ein deutscher Parteifunktionär der DDR-Blockpartei NDPD. Er war von 1953 bis 1990 Vorsitzender des NDPD-Bezirksvorstandes Rostock.

## Leben
Pommerenke besuchte die Volksschule und leistete während des Zweiten Weltkriegs von 1943 bis 1945 Kriegsdienst als SS-Oberscharführer im SS-Panzergrenadier-Regiment 35 in der 16. SS-Panzergrenadier-Division „Reichsführer SS“ und kam in Frankreich und Italien zum Einsatz. Nach seiner Kriegsgefangenschaft arbeitete er 1945 als Küchengehilfe in einem Hamburger Restaurant. Er übersiedelte schließlich in die Sowjetische Besatzungszone, besuchte einen Neulehrerkursus und arbeitete als Lehrer und Direktor einer Schule in Stavenhagen. Im Jahr 1949 trat er der National-Demokratischen Partei Deutschlands (NDPD) bei, beteiligte sich an der Gründung von Parteieinheiten und wurde 1950 Mitarbeiter im Volksbildungsministerium des Landes Mecklenburg. Im selben Jahr wurde er Mitglied des NDPD-Landesvorstandes Mecklenburg und hauptamtlicher Parteifunktionär. Von 1951 bis 1952 war er Abteilungsleiter für Politisches Studium, Kultur- und  Personalpolitik im Landesvorstand. Nach der Verwaltungsreform im Juli 1952 wurde er Politischer Geschäftsführer des neugeschaffenen NDPD-Bezirksverbandes Rostock. Bei der Konstituierung des ersten Bezirkstages der DDR am 29. Juli 1952 in Rostock  zog er als Abgeordneter in den Bezirkstag Rostock ein und gehörte diesem bis zur Deutschen Wiedervereinigung an. Er war somit der dienstälteste Abgeordnete eines Bezirkstages der DDR. Im Bezirkstag war er zeitweilig Vorsitzender der Ständigen Kommission für kulturelle Massenarbeit.  Im Jahr 1953 trat er die Nachfolge von Georg André als Vorsitzender des NDPD-Bezirksverbandes Rostock an und behielt auch diese Funktion bis 1990. Ein Fernstudium an der Akademie für Staats- und Rechtswissenschaft in Potsdam-Babelsberg beendete er mit dem Abschluss als Diplomstaatswissenschaftler. Im Jahr 1969 wurde er  zum Dr. phil. promoviert.
Von 1955 bis 1990 war er Mitglied des NDPD-Hauptausschusses und von 1963 bis 1972 Mitglied des Parteivorstandes, des höchsten Führungsgremiums der Partei. Von 1977 bis 1990 gehörte er als Mitglied der Parteikontrollkommission der NDPD an.
Pommerenke lebte zuletzt in Rostock. Er starb im Alter von 92 Jahren und wurde auf dem Neuen Friedhof Rostock beigesetzt.

## Auszeichnungen
- 1955 Ehrennadel der Nationalen Front
- 1959  Verdienstmedaille der DDR
- 1959 Ernst-Moritz-Arndt-Medaille
- 1964 Vaterländischer Verdienstorden in Bronze und 1974 in Silber
- 1985 Orden Stern der Völkerfreundschaft in Silber
- Orden Banner der Arbeit